# Viés da desumanização
O viés da desumanização é o fenômeno social e cognitivo no qual as pessoas tendem a desumanizar outras pessoas por causa da diferença de raça, gênero, religião, crenças e outras pseudodiferenças identificadas em grupos, regiões, tribos, etc., atribuindo-as estereótipos pejorativos ou repulsivos, como "ratos", "baratas", "pragas", "insetos" e até termos que atribuem a partidos políticos, crenças religiosas, times de futebol, tribos, etc., quebrando o vínculo "do outro" com algo parecido "conosco".
Esse fenômeno é comumente visto quando temos acirramentos políticos, regionais, culturais, religiosos e foi retratado durante o regime nazista, com as Leis de Nuremberg, o regime comunista, ao rotular os "inimigos do estado" e até nas cruzadas, ao desumanizar aqueles que eram contra o cristianismo, tornando menos penoso e até "fácil" atrocidades cometidas entre vizinhos de outrora.

## O caso do índio Galdino no Brasil
No dia 20 de abril do ano de 1997, o líder Pataxó Galdino Jesus dos Santos, que estava em Brasília para participar de manifestações pelo Dia do Índio, foi queimado vivo em um ponto de ônibus na 704 Sul. O líder indígena passou o dia em reunião e não conseguiu entrar na pensão onde estava hospedado. Então, resolveu dormir em um ponto de ônibus próximo da própria pensão, quando um grupo de cinco rapazes de classe média/alta estava passando de carro no local e resolveu jogar álcool e atear fogo no indígena, sem motivação alguma. O grupo foi preso e eles alegaram que achavam ser “apenas um mendigo”.[carece de fontes?]

## A desumanização por Dr. Harris
A questão dos povos de rua, drogados, etc., também são base para criar o processo de desumanização de “um outro” que não pertence ao meu grupo. Dr. Lasana Harris, da Universidade de Leiden, Holanda, trouxe um experimento que procura alterações no córtex pré-frontal medial, região que se ativa quando você interage ou pensa em outras pessoas. Quando são mostradas imagens de pessoas de diferentes grupos ou classes sociais, essa região fica mais ativa ou menos ativa a partir do grupo mais próximo ou mais distante da pessoa. Quando imagens de sem-teto e drogados aparecem, existem quase que a desativação dessa área. Na verdade, essas pessoas tornam-se "objetos inanimados" para um outro grupo de pessoas que estão distantes daquela realidade. Isso dá base para as propagandas nazistas e comunistas ao desumanizar os inimigos. Logo, quando não temos a humanização do próximo, perdemos o interesse sobre ele, deixando-o em segundo plano, não querendo interagir, ou até mesmo motivando situação de extrema violência contra ele.
Ou seja, segundo Harris, nossa indiferença para com o outro é o primeiro grande passo para as coisas catastróficas que a humanidade já presenciou.